# Fokker F.III
 (juillet 2023).
Si vous disposez d'ouvrages ou d'articles de référence ou si vous connaissez des sites web de qualité traitant du thème abordé ici, merci de compléter l'article en donnant les références utiles à sa vérifiabilité et en les liant à la section « Notes et références ».
Dimensions
Le Fokker F.III est un avion de ligne monomoteur ailes hautes. Il pouvait transporter cinq passagers. L'avion a également été construit sous licence en Allemagne comme Fokker-Grulich F.III. Il fut conçu d'après les plans de Reinhold Platz (en). Ce fut le premier avion de ligne de Fokker, il effectua de nombreux vols à travers l'Europe, notamment Amsterdam-Londres ou encore Königsberg-Moscou.